# عبدالله ساعدی
 عبدالله ساعدی  (زاده ۲ شهریور ۱۳۲۱ - درگذشت ۱۳۵۵ یا ۱۳۵۶) بازیکن فوتبال و خلبان اهل ایران بود. وی سابقه بازی در باشگاه فوتبال شاهین تهران را دارد. وی در هنگام پرواز به‌عنوان خلبان به علت سقوط هواپیما جان باخت.
وی سابقه ۵ بازی ملی نیز در کارنامه دارد. وی عضو اولین تیم ملی فوتبال ایران در سال ۱۹۴۱ در مقابل تیم ملی فوتبال افغانستان بوده است.